# Рачинский, Гавриил Андреевич
Гавриил Андреевич Рачинский (укр. Гаврило Андрі́йович Рачи́нський; 1777, Новгород-Северский, Новгород-Северское наместничество, Российская империя — 30 марта 1843, Новгород-Северский, Черниговская губерния, Российская империя) — украинский музыкант, композитор. Сын Андрея Рачинского.

## Биография
Гавриил Рачинский принадлежал к шляхетскому роду из Подляшья, герба Ястршембец. Он был сыном Андрея Рачинского, бунчукового товарища, регента капеллы украинского гетмана Кирилла Разумовского и известного композитора, и его жены Марины Ивановны Яворской. Гавриил родился в 1777 году в Новгороде-Северском, в детстве получил дома начальное музыкальное образование (отец научил его играть на скрипке). В 1789 году он поступил в Киевскую духовную академию, в 1795 — в гимназию Московского университета, которую закончил двумя годами позже. До 1805 года Рачинский работал в этой гимназии, преподавая в музыкальном классе. Позже он занялся композиторской деятельностью и начал выступать с концертами в разных городах России (с 1828 года — и в Санкт-Петербурге), исполняя русские и украинские песни в оригинальной обработке. Его выступления пользовались большим успехом. Современники отмечали большой импровизаторский талант Рачинского, задушевность исполнения, безупречный вкус. Из-за болезни Гавриил Андреевич в 1839 году прекратил концертную деятельность и осел в родном городе, где умер в 1843 году в бедности.
Перу Рачинского принадлежат около 50 музыкальных произведений. Это вариации для скрипки соло, для скрипки и фортепиано, для скрипки и струнного квартета, песни для семиструнной гитары, а также песни и романсы.